# تئودور یکم
پاپ تئودور یکم (به انگلیسی: Pope Theodore I) یکی از پاپ‌های کلیسای کاتولیک رم بود که در فلسطین به دنیا آمد و بین سال‌های ۶۴۲ تا ۶۴۹ میلادی پاپ بود.

## اوایل حرفه
بر اساس Liber Pontificalis، تئودور مردی یونانی اهل اورشلیم بود که پدرش، تئودور، اسقف این شهر بود؛ او تنها پاپی است که اهل آن شهر بوده است. او از جمله روحانیون سوری بسیاری بود که پس از فتح شام توسط مسلمانان به رم گریختند. او احتمالاً حدود سال 640 به مقام شماس کاردینال و سپس توسط پاپ ژان چهارم به مقام کاردینالی کامل منصوب شد.

## پاپ
انتخاب تئودور اول توسط حاکم راونا، که به نام امپراتور در قسطنطنیه بر ایتالیا حکومت می‌کرد، حمایت شد. او در 24 نوامبر 642 به عنوان جانشین ژان چهارم منصوب شد.  تمرکز اصلی دوران پاپی او مبارزه مداوم علیه مونوتلیت‌ها(یک‌مشیت‌باوری)ی بدعت‌گذار بود. او از به رسمیت شناختن پل دوم به عنوان پاتریارک قسطنطنیه خودداری کرد زیرا سلف پل، پیروس اول، به درستی جایگزین نشده بود. او امپراتور کنستانس دوم را تحت فشار قرار داد تا اکستز هراکلیوس را لغو کند. در حالی که تلاش‌های او تأثیر کمی بر قسطنطنیه گذاشت، مخالفت با این آموزه را در غرب افزایش داد. پیروس حتی در سال 645 به طور خلاصه مونوتلیتیسم را انکار کرد، اما در سال 648 تکفیر شد. پل در سال 649 تکفیر شد. در پاسخ، پل محراب رومی در کاخ پلاسیدیا را ویران کرد و آپوکریسیاریوس پاپ را تبعید یا زندانی کرد. او همچنین با اعلام نوع کنستانس، دستور داد که اکستز را حذف کنند و به بحث در مورد این دکترین پایان دهند، به دنبال پایان دادن به اختلاف با امپراتور بود.
تئودور شورای لاتران سال 649 را برای محکوم کردن اکستز برنامه‌ریزی کرد، اما قبل از اینکه بتواند آن را تشکیل دهد، درگذشت. جانشین او، مارتین اول، به جای او این کار را انجام داد. تئودور در کلیسای قدیمی سنت پیتر به خاک سپرده شد.  روز جشن او در کلیسای ارتدکس شرقی در 18 مه است.